# Aileen Manning
Aileen Manning est une actrice américaine née à Boulder (Colorado) le 20 janvier 1886 et morte à Hollywood (Californie) le 25 mars 1946. Elle est parfois créditée Aileen Mannin dans certains films.

## Filmographie partielle
- 1922 : Régina (Beauty's Worth) de Robert G. Vignola : tante Cynthia Whitney
- 1922 : L'Audace et l'Habit (A Tailor-Made Man) de Joseph De Grasse : Miss Shayn
- 1922 : The Power of Love de Nat G. Deverich et Harry K. Fairall : Ysabel Almeda
- 1923 : La Rue des vipères (Main Street) de Harry Beaumont : Mrs. Stowbody
- 1923 : Nobody's Money de Wallace Worsley
- 1924 : Un pleutre (The Snob) de Monta Bell
- 1925 : Extra Dry (Thank You) de John Ford : Hannah
- 1925 : L'Avalanche (Enticement) de George Archainbaud
- 1925 : Un joueur enragé (The Bridge of Sighs) de Phil Rosen
- 1925 : Stella Maris de Charles Brabin
- 1927 : La Case de l'oncle Tom (Uncle Tom's Cabin) de Harry A. Pollard : tante Ophelia
- 1927 : Man, Woman and Sin de Monta Bell
- 1928 : Heart to Heart de William Beaudine
- 1929 : Le Martyr imaginaire (A Single Man)  de Harry Beaumont
- 1929 : Grande Chérie (Sweetie) de Frank Tuttle : Miss Twill